# Édifices législatifs du Haut-Canada

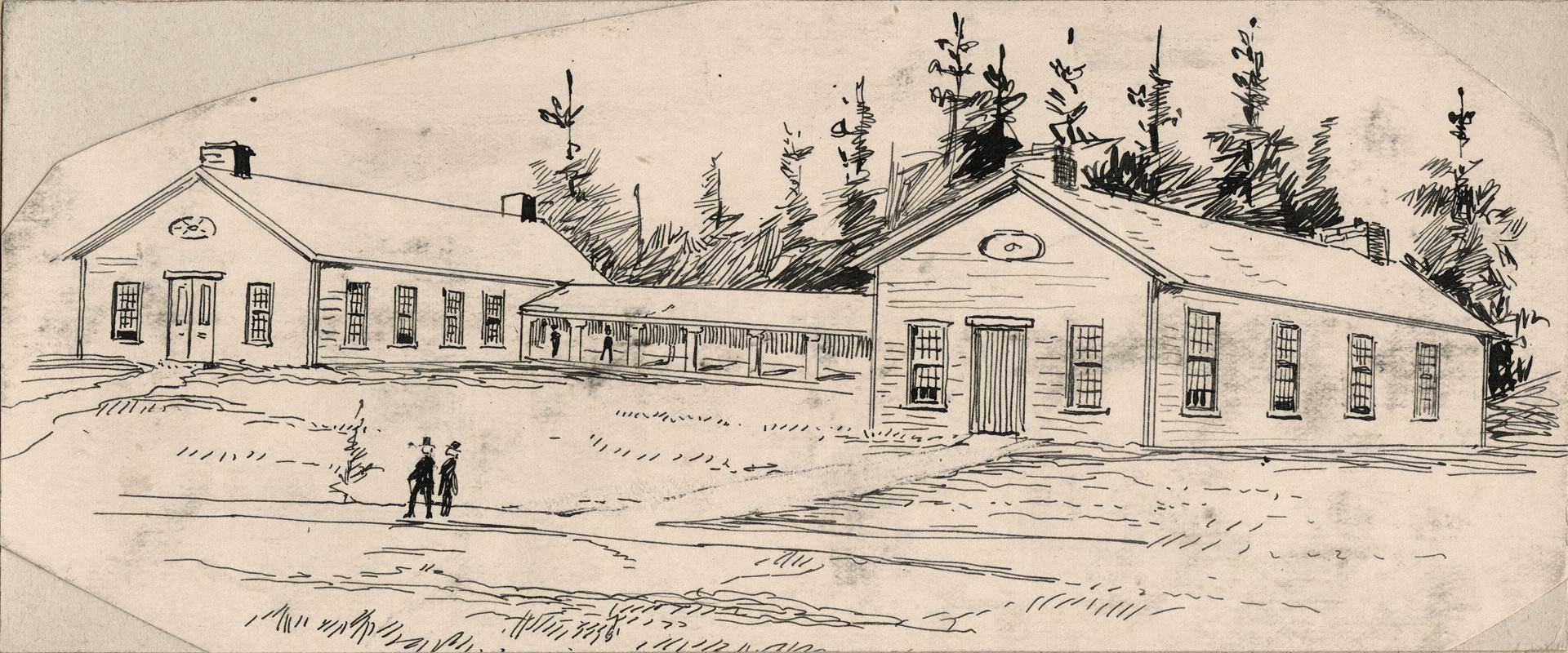
Premiers bâtiments du parlement, détruits lors de la bataille de York.

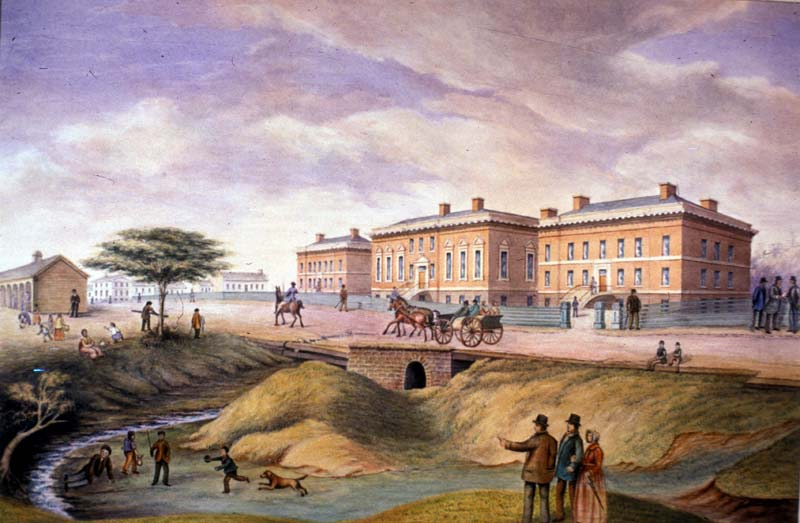
Les troisièmes édifices du parlement en 1834.

Les édifices législatifs du Haut-Canada ont été construits à York, actuel Toronto. Ils sont au nombre de trois. Le premier (en) a été utilisé en 1797 et 1813, Le deuxième a été utilisé en 1820 et 1824 et enfin le dernier (en) entre 1832 et 1892.